# غابرييل دي باولو ليميرا
غابرييل دي باولو ليميرا (بالبرتغالية: Gabriel de Paulo Limeira‏) هو لاعب كرة قدم برازيلي في مركز الدفاع، ولد في 20 أغسطس 1983 في مويا في البرازيل. لعب مع أتلتيكو غويانيينسي وسانتو أندريه وسبورت ريسيفي ومانيساسبور ونادي باهيا ونادي بوتافوغو اس بي ونادي ساو كايتانو ونادي سي آر بي ونادي فورتاليزا ونادي مالمو.

## وصلات خارجية
- غابرييل دي باولو ليميرا على موقع اتحاد تركيا (لاعب) (الإنجليزية)
- غابرييل دي باولو ليميرا على موقع قاعدة بيانات كرة القدم.إي يو (الإنجليزية)
- غابرييل دي باولو ليميرا على موقع Soccerway.com (الإنجليزية)
- غابرييل دي باولو ليميرا على موقع عالم كرة القدم.نت (الإنجليزية)